# 羅利·斯圖爾特

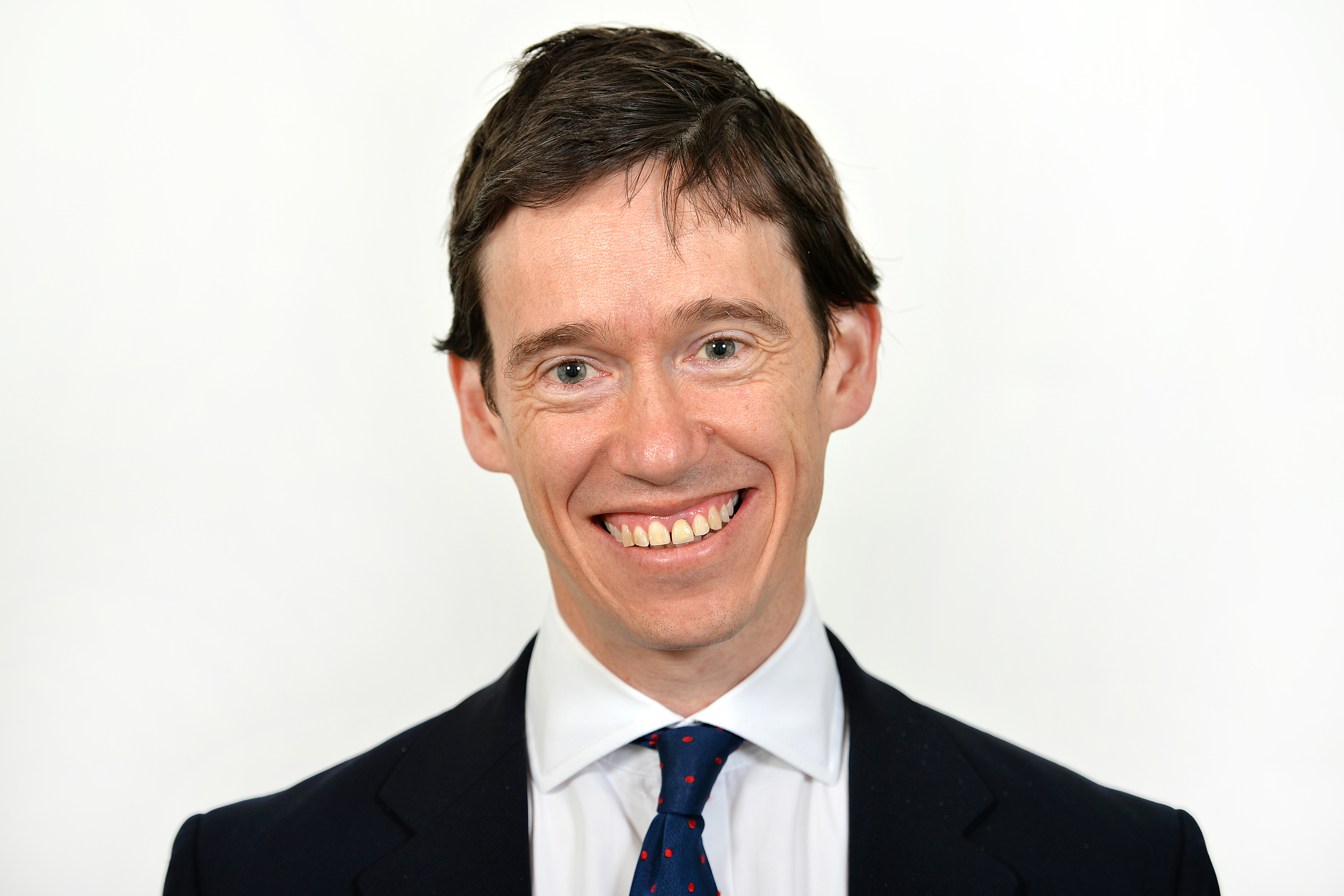
羅利·斯圖爾特

罗德里克·詹姆斯·纽金特·羅利·斯圖爾特，OBE，FRSL（英語：Roderick James Nugent "Rory" Stewart，1973年1月3日—），是一位英國政治人物，原為保守黨籍，現為無黨籍。
羅利·斯圖爾特在父親擔任香港殖民地官員時在當地出生。在青少年時他曾是工黨黨員。成年後任外交官，1997年至1999年在英國駐印尼大使館任職。科索沃战争結束後，以26歲之齡成為英國駐蒙特內哥羅代表。離任後，他耗費兩年時間在伊朗、阿富汗、巴基斯坦、印度及尼泊爾徒步旅行，出版了遊記《走過夾縫地帶》（The Places in Between）。2003年美國入侵伊拉克後，他曾任職於联盟驻伊拉克临时管理当局，並將其伊拉克經驗寫成第二本書Occupational Hazards。
羅利·斯圖爾特於2010年當選彭里斯和邊區選區的英國下議院議員，2019年5月1日出任国际发展大臣，僅上任兩月餘，因無法接受強硬脫歐派政治人物鲍里斯·约翰逊出任首相而辭職。同年9月3日，因支持反對黨派提出的議案，讓議員而非政府控制下議院議事日程，以阻止無協議脫歐而即日遭開除黨籍。